# アルボイーノ1世・デッラ・スカラ
アルボイーノ1世・デッラ・スカラ（Alboino I della Scala、1284年 – 1311年11月29日）は、1304年から死すまでヴェローナ領主（Lords of Verona）であった、デッラ・スカラ家（スカリゲル家）（Scaliger）の人物。多くの同家の人物と同様にギベリン側に立った。
先々代のヴェローナ領主でもあるアルベルト1世・デッラ・スカラの息子である。1298年、マッテーオ1世・ヴィスコンティ（Matteo I Visconti）の娘であったカテリーナ・ヴィスコンティと結婚し、1304年に兄であったバルトロメオ1世・デッラ・スカラが亡くなった後、ヴェローナ領主および神聖ローマ帝国の摂政になった。1306年、アルボイーノはギルベルト3世・ダ・コレッジョ（Gilberto III da Correggio）の娘であるベトリーチェと再婚した。
その死後、領主位は弟であったフランチェスコがカングランデ1世・デッラ・スカラ（Cangrande I della Scala）とその息子アルベルト2世・デッラ・スカラの二人によって引き継がれ共同統治となった。アルボイーノの次男マスティーノも1329年にアルベルトが亡くなった後、マスティーノ2世・デッラ・スカラとしてヴェローナを統治したという。
| アルボイーノ1世・デッラ・スカラ スカリゲル家 1284年 - 1311年11月29日 |                          |                                                                          |
| 先代 バルトロメオ1世・デッラ・スカラ                                 | ヴェローナ領主 1304–1311 | 次代 アルベルト2世・デッラ・スカラおよび カングランデ1世・デッラ・スカラ |